# Vanhouttea leonii
Vanhouttea leonii är en tvåhjärtbladig växtart som beskrevs av Chautems. Vanhouttea leonii ingår i släktet Vanhouttea och familjen Gesneriaceae. Inga underarter finns listade i Catalogue of Life.